# ジョン・デ・ヨング
ジョン・デ・ヨング（John de Jong, 1977年3月8日 - ）は、オランダ・ハーグ出身の元サッカー選手。現役時代のポジションはMF（センターハーフ）。
ADOデン・ハーグ、FCユトレヒトを経て、2000年からPSVアイントホーフェンでプレー。2005年3月、トレーニング中に膝を負傷し、3年間リハビリ生活を送っていたが完全に治すことはできず、2008年2月26日、現役引退を表明した。引退後はPSVで新たなキャリアを歩むことが決定している。